# Moonlight Agony
Moonlight Agony ist eine schwedische Power- und Progressive-Metal-Band aus Kungsbacka, die im Jahr 1999 gegründet wurde.

## Geschichte
Die Band wurde im Jahr 1999 von Gitarrist und Sänger Karl Landin und Schlagzeuger Robert Willstedt gegründet. Kurze Zeit später kam Bassist Christofer Starnefalk hinzu und sie probten zusammen, indem sie Lieder von Helloween und Blind Guardian spielten. Im Jahr 2000 suchte die Band nach einem zweiten Gitarristen und fand diesen in Andreas Lindvall. Kurze Zeit später kam auch Keyboarder Martin Mellström hinzu. Im Herbst 2000 folgte der erste Auftritt. Später im Jahr kam Sänger Christian Karlzon zur Band, sodass sich Landin nun vollkommen auf den Posten des Gitarristen konzentrieren konnte, und ein zweiter Auftritt wurde abgehalten. Im Jahr 2001 entwickelte die Band ihre ersten eigenen Lieder, sodass die Band ihr erstes Demo namens Dust aufnahm, dem später im Jahr das zweite, selbstbetitelte, Demo folgte. Im Mai hielt die Band ein letztes Konzert, ehe sich die Besetzung der Band änderte. Robert Willstedt verließ im Juni die Band, um seinen Wehrdienst abzuleisten, während sich Landin nach Oskarshamn begab, um Musik zu studieren. Andreas Lindvall verließ im Oktober die Band. Dadurch kam die Aktivität größtenteils zum Erliegen, ehe Willstedt im Mai 2002 von seinem Wehrdienst zurückkehrte und Landin sein Studium beendete. Zusammen schrieben sie an neuem Material und die Band begab sich vom Sommer bis Herbst ins Studio, um ein drittes Demo aufzunehmen. Anfang Herbst verließ Christian Karlzon jedoch die Band, sodass Landin bei den Aufnahmen nun ebenfalls wieder den Gesang übernahm. Im selben Jahr kamen Gitarrist Rikard Petersson und Sänger Simon Hermansson zur Band. Nachdem gegen Ende des Jahres die Gesangsspur mit Hermansson neu aufgenommen worden war, erschien das Demo noch im selben Jahr.
Im Mai 2003 trennte sich die Band wieder von Simon Hermansson. Im Juli erreichte die Band einen Managementvertrag mit Intromental Management. Gegen Ende des Sommers begann die Band die Aufnahmen für ihr Debütalbum. Durch Intromental Management gelangte Sänger Chitral Somapala zur Besetzung. Die Gesangsspur wurde im Herbst und Winter im Division One Studio aufgenommen. Zudem wurde dort das Album abgemischt. Produzent war Tom Englund, Sänger und Gitarrist bei Evergrey. Im Jahr 2004 erschien das Debütalbum Echoes of a Nightmare bei Massacre Records, King Records und Nightmare Records, aufgeteilt nach den Regionen der Veröffentlichung. Danach folgten verschiedene Auftritte, darunter auch eine kleine Tour durch Dänemark als Vorband für Doro. Im Jahr 2005 schrieb die Band an neuem Material und Somapala verließ die Band gegen Ende des Jahres wieder und wurde durch David Åkesson ersetzt. Anfang 2006 nahm die Band das zweite Album Silent Waters auf, das gegen Ende des Sommers veröffentlicht wurde. Danach verließ Bassist Christofer Starnefalk die Band und wurde durch Christer "Zigge" Pedersen ersetzt. Pedersen war als Studiotechniker beim Abmischen von bisher allen erschienenen Tonträgern der Band beteiligt. Das Album erschien im Jahr 2007 bei Dockyard 1.

## Stil
Die Band spielt progressiven Power Metal und wird als eine Mischung aus Helloween und Symphony X beschrieben.

## Diskografie
- 2001: Dust (Demo, Eigenveröffentlichung)
- 2001: Moonlight Agony (Demo, Eigenveröffentlichung)
- 2002: Echoes of a Nightmare (Demo, Eigenveröffentlichung)
- 2004: Echoes of a Nightmare (Album, Massacre Records, King Records, Nightmare Records)
- 2006: Silent Waters (Album, Dockyard 1)